# Jacomeno Barrett
Jacomeno Barrett (nacido en May Pen, Jamaica, el 3 de diciembre de 1984) es un futbolista profesional jamaicano, que juega como portero. Su actual equipo es el Montego Bay United FC de la Liga Premier de Jamaica, y ha sido internacional con su selección.

## Clubes
| Club                     | País              | Año           |
| ------------------------ | ----------------- | ------------- |
| Montego Bay United FC    | Jamaica           | 2004-2007     |
| Joe Public Football Club | Trinidad y Tobago | 2007-2009     |
| Sporting Central Academy | Jamaica           | 2009-2011     |
| Montego Bay United FC    | Jamaica           | 2011-presente |

## Carrera internacional
Jacomeno Barrett fue convocado por primera vez a la Selección de fútbol de Jamaica en el año 2014 en un partido amistoso contra Francia; en total acumula 5 apariciones con la selección absoluta.